# Nationella Arkivdatabasen
Nationella Arkivdatabasen (NAD) är en referensdatabas med information om arkiv i Sverige, som utvecklats och administreras av Riksarkivet. NAD innehåller information om förvarade arkiv hos Riksarkivet (inklusive Krigsarkivet och landsarkiven), kommun- och landstingsarkiv, folkrörelse- och föreningsarkiv, näringslivsarkiv, museer, bibliotek med flera.
Grundtanken med NAD är att man i ett sammanhang ska kunna återsöka information om arkiv och samlingar i Sverige som är tillgängliga för forskning. NAD tillhandahåller ett nationellt arkivbildarregister med arkivhänvisningar, register över arkivinstitutioner med kontaktuppgifter, hjälpdatabaser för topografisk indelning samt förvaltningshistorik.
Webbversionen av NAD ingick tillsammans med Libris och Svensk mediedatabas (SMDB) i söktjänsten Sondera, som avvecklades vid årsskiftet 2019-2020.